# 小马尔斯
小马尔斯（法語：Petit-Mars）是法国卢瓦尔-大西洋省的一个市镇，位于该省中部偏东北，属于沙托布里昂区。该市镇总面积25.97平方公里，2009年时的人口为3433人。

## 交通
卢瓦尔-大西洋省省道D31线、D178线和D223线在境内交汇，省道D23线经过境内北部。

## 人口
小马尔斯人口变化图示